# Monson Railroad
| \| \| \| \| \| \| \| \| von Old Town (1435 mm) \| \| \| \| 0,0 \| Monson Junction ME \| Monson Junction ME \| \| \| \| nach Greenville (1435 mm) \| \| \| \| 9,9 \| Monson ME \| Monson ME \| \| \| \| Anschluss Hebron Pond \| \| \| \| \| Anschluss Kineo \| \| \| \| ca. 16 \| Eighteen Quarry (Steinbruch) \| Eighteen Quarry (Steinbruch) \| |        |                              |                              |
| |        |                              |                              |
| Strecke (außer Betrieb) |        | von Old Town (1435 mm)       | von Old Town (1435 mm)       |
| Bahnhof (Strecke außer Betrieb) | 0,0    | Monson Junction ME           | Monson Junction ME           |
| Abzweig geradeaus und nach links (Strecke außer Betrieb) |        | nach Greenville (1435 mm)    | nach Greenville (1435 mm)    |
| Bahnhof (Strecke außer Betrieb) | 9,9    | Monson ME                    | Monson ME                    |
| Abzweig geradeaus und nach links (Strecke außer Betrieb) |        | Anschluss Hebron Pond        | Anschluss Hebron Pond        |
| Abzweig geradeaus und nach links (Strecke außer Betrieb) |        | Anschluss Kineo              | Anschluss Kineo              |
| Betriebs-/Güterbahnhof Streckenende (Strecke außer Betrieb) | ca. 16 | Eighteen Quarry (Steinbruch) | Eighteen Quarry (Steinbruch) |

Die Monson Railroad ist eine ehemalige Eisenbahngesellschaft in Maine (Vereinigte Staaten). Sie bestand von 1882 bis 1945 und hatte ihren Hauptsitz in Monson.

## Geschichte
Die Monson Railroad wurde am 1. November 1882 durch die Gemeinde Monson und die Monson Slate Company gegründet und baute eine 9,9 Kilometer lange Eisenbahnstrecke von Monson Junction an der Bangor and Piscataquis Railroad zum Ort Monson. Die Spurweite betrug zwei Fuß (610 Millimeter). In Monson gab es einen etwa einen Kilometer langen Abzweig nach Kineo sowie einen rund zwei Kilometer langen Abzweig zum Hebron Pond. Diese Abzweige dienten nur dem Güterverkehr und banden Schieferbrüche an. Der Abtransport dieses Gesteins war neben dem Passagierzubringerdienst zum Bahnhof Monson Junction die Haupteinnahmequelle der Bahngesellschaft. Am 4. September 1883 fuhr der Eröffnungszug, die Betriebsaufnahme verzögerte sich jedoch noch bis zum 22. Oktober 1883.
1909 wurde die Strecke um etwa sechs Kilometer verlängert, als ein weiterer Güteranschluss in Monson gebaut wurde. Der Eighteen Quarry Branch band weitere Steinbrüche an. Diese Verlängerung wurde bereits 1922 wieder stillgelegt.
Die Konkurrenz der Straße führte 1943 dazu, dass der Schiefertransport über die Bahn eingestellt wurde. Da der Personenverkehr stark defizitär verlief und bereits am 1. November 1938 eingestellt worden war, legte die Gemeinde Monson die Bahn daraufhin still und baute die Anlagen im Winter 1943/44 ab. Die Bahngesellschaft wurde 1945 aufgelöst. Obwohl inzwischen auch die normalspurige Eisenbahn in Monson Junction stillgelegt ist, sind beide Bahnhofsgebäude der Monson Railroad noch erhalten. Auch das Gleisbett der Bahn ist noch vorhanden und wird heute als Wander-, Rad- und Schneemobilweg verwendet.

## Fahrzeuge

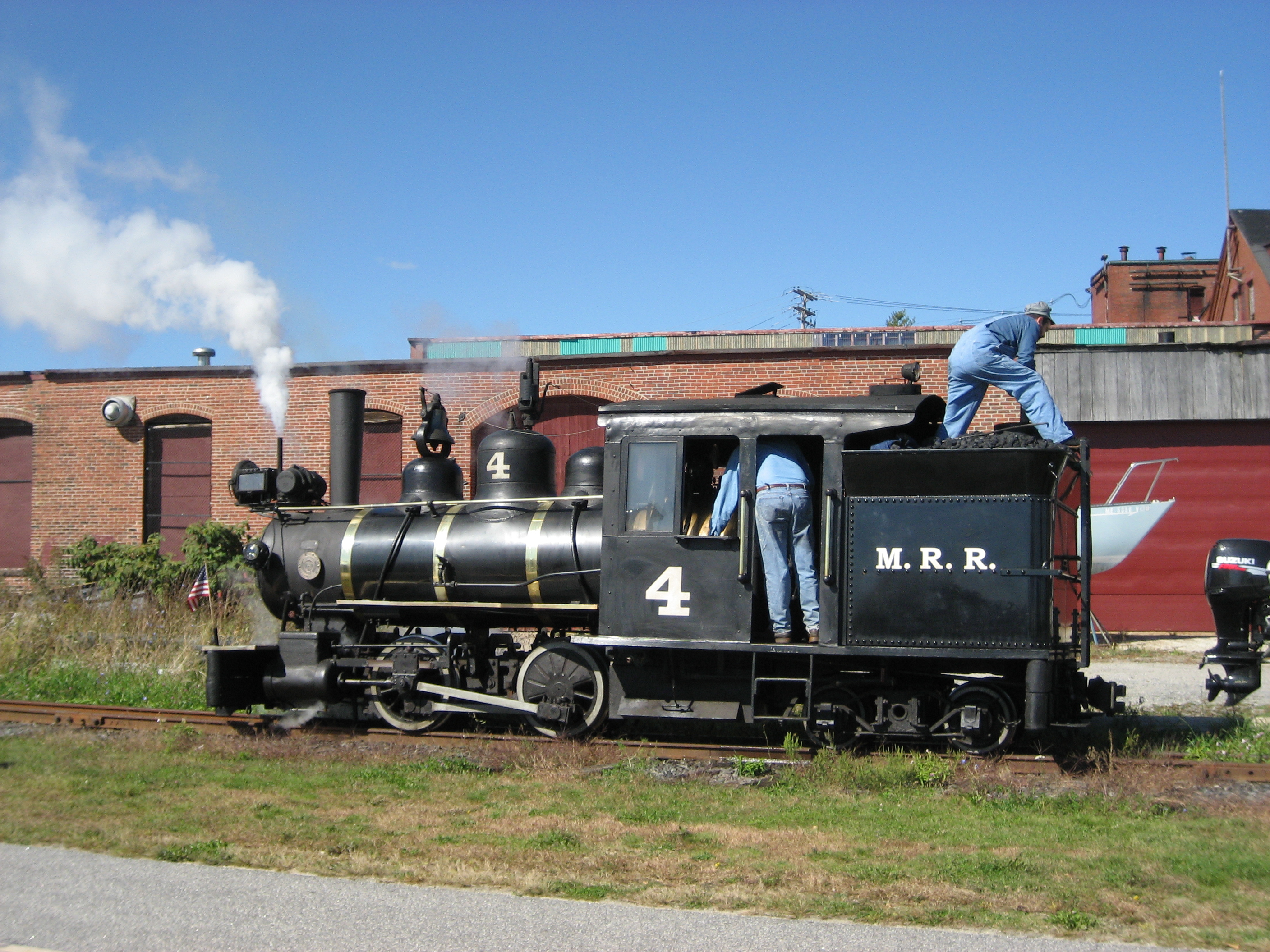
Lok 4 am Maine Narrow Gauge Railroad Museum (2006)

1883 wurde zunächst eine von Hinkley gebaute Dampflok (Werknr. 1621) mit der Bauart 0-4-4T gekauft. Im folgenden Jahr erwarb man eine baugleiche Lok der gleichen Fabrik (Werknr. 1661). Lok 1 wurde 1919, Lok 2 1918 in einen Schneepflug umgebaut. Bis zum Ende der Bahn waren die beiden Fahrzeuge im Einsatz. 1913 erwarb man eine dritte Dampflok derselben Bauart, jedoch von den Vulkan-Werken (Werknr. 2093), der 1918 eine ebensolche Lok (Werknr. 2780) folgte.
Im Juni 1997 lieh das Maine Narrow Gauge Railroad Museum in Portland der Stadt die immer noch betriebsfähige Lok 3, die während der 175-Jahr-Feier der Stadt am Bahnhof zu besichtigen war. Ein kurzes Stück Gleis sowie ein kleines Museum dienen dort heute der Erinnerung an die Bahn. Lok 4 ist ebenfalls heute noch im Schmalspurmuseum in Portland im Einsatz.
Im Geschäftsjahr 1909/10 besaß die Gesellschaft außerdem einen Personenwaggon sowie 22 Güterwagen, davon 8 geschlossene.